# Magín Bonet y Bonfill
Magín Bonet y Bonfill fue un químico y farmacéutico español, nacido en Castellserá (Lérida) en 1818 y fallecido en Madrid en 1894, hermano de Francisco Bonet y Bonfill y tío de Baldomero Bonet y Bonet. 
Nombrado por oposición catedrático de química de la Universidad de Oviedo en 1847, solicitó del gobierno, y le fue concedida, una licencia de cuatro años que invirtió en las más acreditadas escuelas de química de Francia, Alemania, Inglaterra y Suecia, habiendo de ese modo tenido la oportunidad de trabajar bajo la dirección de los más importantes químicos de la época, como fueron Dumas, Stas, Fresenius, Bunsen, Berzelius, etc. 
De regreso a España, fue muy pronto profesor de química del Real Instituto Industrial de Madrid, y cuando éste fue suprimido, pasó a ocupar la cátedra de análisis químico de la Facultad de Ciencias de la Universidad Central. 
Presentó a un concurso de la Real Academia de Ciencias Exactas, Físicas y Naturales una memoria sobre la fermentación alcohólica del zumo de uva que fue premiada con la medalla de oro. Otra de sus publicaciones más notables fue su discurso de entrada en la citada Real Academia, en la que trata el tema de la Constitución del individuo en química. Asimismo puede calificarse de notabilísima la memoria que sobre los adelantos de varias industrias químicas se publicó oficialmente en 1861, a consecuencia de un viaje que, pensionado por el Gobierno, hizo por Europa en las vacaciones de 1860. 
Fue considerado el primer químico analista de la época, y en colaboración con Manuel Sáenz Díez y García Pinillos estableció la composición de numerosas aguas minerales de España. En su cátedra formó a los más importantes químicos españoles de finales del siglo XIX y principios del XX. 
Fue consejero de Agricultura, Industria y Comercio de la Sociedad Química de Berlín, miembro de diferentes sociedades científicas, de las Reales Academias de Ciencias de Barcelona y Madrid y secretario de la Comisión Permanente de Pesas y Medidas métrico-decimales. También fue farmacéutico militar, con grado de teniente.

## Obras
-Análisis de las aguas de Escoriaga (Guipuzcoa). 
-Análisis de las aguas sulfhidricas frías sulfatadas-cálcicas, Ferro manganiferas de los baños de Elorrio (Vizcaya).
-Combustión espontánea del cuerpo humano.
-De la fermentación alcohólica del zumo de la uva : con indicación de las circunstancias que más ínfluyen en la calidad y conservación de los líquidos resultantes.
-Discurso leído en la Universidad Central en la solemne inauguración del Curso académico de 1885 á 1886, por el doctor Magin Bonet y Bonfill en la Facultad de Ciencias.
-Discursos leídos ante la Real Academia de Ciencias Exactas, Físicas y Naturales en la recepción pública del Sr. Don Magin Bonet y Bonfill.
-Fabricación del vino de Burdeos superior, tomando como modelo el de Chateau-Lafitte.
-Falsificaciones de las sustancias alimenticias y medios de reconocerlas (traducción del original por Julio Garnier y Ch. Harel).
-Memoria sobre los adelantos hechos por varias industrias químicas.